# Kjuozin
Kveozin je modifikovani nukleozid koji je prisutan u pojedinim tRNK molekulima kod bakterija i eukariota. Originalno je identifikovan kod . Kveosin je prisutan u prvoj poziciji antikodona tRNA za histidin, aspartičku kiselinu, asparagin i tirozin. Prva pozicija antikodaona se sparuje sa trećom „klimavom“ pozicijom kodona, i kveozin poboljšava preciznost translacije. Sinteza kveozina počinje sa GTP-om. Kod bakterija dve klase riboprekidača regulišu gene koji učestvuju u sintezi ili transportu predveozina1, prekurzora kveozina: PreQ1-I riboprekidači i PreQ1-II riboprekidači.

## Literatura
- Florian Klepper: Synthese der natürlichen tRNA Nukleosidmodifikationen Queuosin und Archaeosin, Dissertation, München 2007.
- Florian Klepper, Eva-Maria Jahn, Volker Hickmann, Thomas Carell: Klepper, Florian; Jahn, Eva-Maria; Hickmann, Volker; Carell, Thomas (2007). „Synthese des tRNA-Nucleosids Queuosin unter Verwendung eines chiralen Allylazid-Intermediats”. Angewandte Chemie. 119 (13): 2377—2379. Bibcode:2007AngCh.119.2377K. doi:10.1002/ange.200604579.,  (13),; .
- Florian Klepper, Eva-Maria Jahn, Volker Hickmann, Thomas Carell: Klepper, Florian; Jahn, Eva-Maria; Hickmann, Volker; Carell, Thomas (2007). „Synthesis of the Transfer-RNA Nucleoside Queuosine by Using a Chiral Allyl Azide Intermediate”. Angewandte Chemie International Edition. 46 (13): 2325—2327. Bibcode:2007ACIE...46.2325K. PMID 17310487. doi:10.1002/anie.200604579.,  (13),; .

## Spoljašnje veze
- Kveozin
- Kveozin (HMDB11596)